# A dervisház
A dervisház (The Dervish House) egy 2010-ben megjelent science fiction regény Ian McDonald tollából. A regényt 2011-ben jelölték az Arthur C. Clarke-díjra, és elnyerte a BSFA-díjat, valamint a John W. Campbell-emlékdíjat ugyanabban az évben. Jelölték a 2011-es Hugo-díjra regény kategóriában.
Magyarul 2012-ben jelent meg az Ad Astra kiadó gondozásában, fordítója pedig Tamás Gábor volt.

## Cselekmény
|  | Alább a cselekmény részletei következnek! |

A történet 2027-ben játszódik Törökországban, ahol mindennapossá váltak a bombarobbantásos merényletek. A regény világában Törökország az Európai Unió legszegényebb, legsokszínűbb és legifjabb tagja. A dervisház több szálon fut, melyekben a helyszínen kívül egyedül a cselekmény katalizátoraként szolgáló isztambuli villamos felrobbantása a közös pont, mely a történet főszereplőinek életét is megváltoztatja.
|  | Itt a vége a cselekmény részletezésének! |

## Magyarul
- A dervisház; ford. Tamás Gábor; Ad Astra, Bp., 2012

## Külső hivatkozások
- Ian McDonald: A dervisház
- kritika az eKultúrán